# 南三岛
南三岛，古称鹭洲岛（曾稱 法語：或法語：），位于中国广东省湛江市东南部，面积123.4平方公里，东西长18公里，南北宽7.5至11.5公里，呈顶点向南的等腰三角形状，是经人工改造、连通十个岛屿后形成的大型沙泥岛。岛上人口约10万人。西面和南面为湛江港，北临南三水道，东濒南中国海。岛上旅游业发达，位于东南海岸的南三听涛景区是湛江八景之一。
南三岛在行政区划上属湛江市坡头区南三镇，2012年11月6日，南三镇由南三岛滨海旅游示范区管委会实际管理。2019年6月，南三镇重新划归坡头区管辖。

## 历史
明朝时，今南三岛一带海岛及特呈岛归属高州府吴川县南三都管辖，南三岛由此得名。20世纪50年代前，南三岛附近海域为灯塔、田头、南滘、凤辇、巴东、五里、黄村、调东、北涯和蟛蜞10个互不相连的小岛，1950年起，当地开展长达八年的联岛工程，通过人力实施围海造地，修筑14条海堤，将自然分散的沙岛和浅滩连成一个整体。南三人民公社因此被国务院授予“全国社会主义建设先进单位”。冰心、田汉、赵朴初等名人先后访问南三岛，为其赋文、赋诗。
- 灯塔岛：前称北颜岛，因法屬广州湾时期岛上建有灯塔而得名，位于南三岛的东端，面积约43平方公里，为十岛中面积最大的一个岛。有三枝燈塔，分別為島的極西南處（持續亮燈燈塔；1917年建成；亮度第四等）、島的後方（閃爍燈塔，0.3秒亮、1.7秒熄；1915年建成，1946年整修；第四等）及後方燈塔東南偏南（持續亮燈燈塔；1918年；第六等）[5]
- 田头岛：位于灯塔岛与南滘岛之间，面积约29平方公里，是南三岛粮食主要产区。清代在岛上驻兵把守海防。
- 南滘岛：位于田头岛之西，凤辇岛之东，面积约5平方公里。
- 凤辇岛：位于南滘岛与巴东岛之间，面积约4平方公里。
- 巴东岛：位于南三岛的西部，东为凤辇岛，西为调东岛、北涯岛，面积约11平方公里。（地聚岛：位于巴东岛的南端，明洪武年间起，专门负责海上巡逻捕盗的吴川宁村巡检司，一度设在地聚岛。由于流沙堆积，原巴东岛和地聚岛已自然连接，形成新的巴东岛。）
- 五里岛：位于南三岛的西北端，西为黄村岛，南为巴东岛，面积约为7平方公里。
- 黄村岛：位于调东岛与五里岛之间。
- 调东岛：位于南三岛的西南端，湖村湾处建有南三码头，是以往湛江市区通往南三岛一带的必经之路。
- 北涯岛：位于调东岛以南。
- 蟛蜞墩岛：位于调东岛、北涯岛两岛之间，为新近自然冲积而成。面积为0.4平方公里，为十岛中面积最小的一个岛。

## 地理
岛内地势平缓，中间高，四周低。最高点为海拔30.3米的大岭，最低处海拔2米。地貌特征为海蚀阶地，海积平原和海风成沙堤沙地。海蚀阶地分布在岛的西部，阶面标高20米左右。海风成沙堤沙地分布在东部。历史上由于长期受季风和台风的影响，逐年积聚成片半固沙地和流动沙地。在联岛工程后，大片的半固沙地和流动沙地已为人工营造的木麻黄防护林所覆盖。

## 交通
南三岛过往交通不便，对外只能依靠南三渡口的轮渡，2011年9月28日，连接湛江市区的南三大桥建成通车，结束了南三岛依靠轮渡的历史。2012年6月，南三岛首条公交路线——湛江公交908线正式开通。连接吴川市黄坡镇和南三岛的湛江环城高速鹭洲大桥为南三岛第二条对外的陆路通道。